# Old Hunstanton
Old Hunstanton – wieś w Anglii, w hrabstwie Norfolk. Leży 65 km na północny zachód od Norwich i 166 km na północ od Londynu. Miejscowość liczy 47 mieszkańców.